# Thomas Lam (homme politique)
Pour les articles homonymes, voir Thomas Lam (homonymie).
Thomas Lam, né le 22 octobre 1981, à Villeurbanne, est un homme politique français élu député dans la deuxième circonscription des Hauts-de-Seine en juillet 2024.
Après avoir été élu député sous l'étiquette LR - Arc Républicain, Thomas Lam rejoint le groupe Horizons.
Il est adjoint au maire de la commune d'Asnières-sur-Seine depuis 2014, dans l'équipe de Manuel Aeschlimann.
Il est également élu au Conseil départemental des Hauts-de-Seine dans la majorité départementale de Georges Siffredi, depuis juin 2021.

## Synthèse des résultats électoraux

### Élections législatives
| Année | Parti et coalition | Parti et coalition | Circonscription       | 1er tour | 1er tour | 1er tour | 2d tour | 2d tour | 2d tour | Issue |
| Année | Parti et coalition | Parti et coalition | Circonscription       | Voix     | %        | Rang     | Voix    | %       | Rang    | Issue |
| ----- | ------------------ | ------------------ | --------------------- | -------- | -------- | -------- | ------- | ------- | ------- | ----- |
| 2024  |                    | LR - RE            | 2e des Hauts-de-Seine | 21 760   | 41,59    | 1re      | 27 036  | 54,84   | 1er     | Élu   |